# Újpest Bulldogs 2024
Questa voce raccoglie le informazioni riguardanti gli Jászberény Wolverines nelle competizioni ufficiali della stagione 2024.

## Hungarian Football League 2024

### Stagione regolare
| Budapest 14 aprile 2024, ore 15:00 2ª giornata | Újpest Bulldogs | 31 – 34 | Budapest Cowbells | UTE Atlétikai Stadion |

| Budapest 5 maggio 2024, ore 15:00 4ª giornata | Újpest Bulldogs | 13 – 32 | Budapest Titans | UTE Atlétikai Stadion |

| Nyúl 26 maggio 2024, ore 15:00 6ª giornata | Győr Sharks | 10 – 28 | Újpest Bulldogs | Nyúli Sportpálya |

| Dunakeszi 8 giugno 2024, ore 15:00 7ª giornata | VSD Rangers | 0 – 27 (0-7 0-6 0-8 0-6) | Újpest Bulldogs | Magyarság Sportpálya |

| Budapest 23 giugno 2024, ore 15:00 8ª giornata | Budapest Wolves | 14 – 21 | Újpest Bulldogs | Angyalföldi Sportközpont |

### Playoff
| Budapest 6 luglio 2024, ore 15:00 Turno = Semifinale | Budapest Titans | 21 – 6 | Újpest Bulldogs | Szabadkikötő SE |

## Statistiche di squadra
| Competizione      | %Vittorie | In casa | In casa | In casa | In casa | In casa | In casa | In trasferta | In trasferta | In trasferta | In trasferta | In trasferta | In trasferta | Totale | Totale | Totale | Totale | Totale | Totale |
| Competizione      | %Vittorie | G       | V       | N       | P       | Pf      | Ps      | G            | V            | N            | P            | Pf           | Ps           | G      | V      | N      | P      | Pf     | Ps     |
| ----------------- | --------- | ------- | ------- | ------- | ------- | ------- | ------- | ------------ | ------------ | ------------ | ------------ | ------------ | ------------ | ------ | ------ | ------ | ------ | ------ | ------ |
| Stagione regolare | .600      | 2       | 0       | 0       | 2       | 44      | 66      | 3            | 3            | 0            | 0            | 76           | 24           | 5      | 3      | 0      | 2      | 120    | 90     |
| Playoff           | .000      | 0       | 0       | 0       | 0       | 0       | 0       | 1            | 0            | 0            | 1            | 6            | 21           | 1      | 0      | 0      | 1      | 6      | 21     |
| Totale            | .500      | 2       | 0       | 0       | 2       | 44      | 66      | 4            | 3            | 0            | 1            | 82           | 45           | 6      | 3      | 0      | 3      | 126    | 111    |